# The Way You Are (låt av Tears for Fears)
The Way You Are är en singel av den brittiska gruppen Tears for Fears utgiven 1983. 
Den utgavs mellan gruppens två första album The Hurting och Songs from the Big Chair, men togs inte med på det senare albumet. Trots att den blev en topp 30-hit på brittiska singellistan finns den heller inte med på samlingsalbumet Tears Roll Down (Greatest Hits 82-92) från 1992. Både A- och B-sidan på singeln finns däremot med på samlingen Saturnine, Martial & Lunatic från 1996 och på CD-utgåvan av Songs from the Big Chair från 2006.
Gruppmedlemmarna Roland Orzabal och Curt Smith har båda uttryckt missnöje med låten, enligt Orzabal var den "stunden då vi insåg att vi måste ändra riktning".

## Utgåvor
7": Mercury / IDEA6 (Storbritannien) / 814 954-7 (Australien, Europa)
1. "The Way You Are" (4:53)
2. "The Marauders" (4:14)

2x7": Mercury / IDEAS6 (Storbritannien)
1. "The Way You Are" (4:53)
2. "The Marauders" (4:14)
3. "Change [Live in Oxford]" (4:36)
4. "Start of the Breakdown [Live in Oxford]" (5:53)

12": Mercury / IDEA612 (Storbritannien) / 814 954-1 (Nederländerna) / 818 087-1 (Tyskland)
1. "The Way You Are [Extended Version]" (7:33)
2. "The Marauders" (4:14)
3. "Start of the Breakdown [Live in Oxford]" (5:53)

12": Mercury / 15PP-42 (Japan)
1. "The Way You Are [Extended Version]" (7:33)
2. "Pale Shelter [New Extended Version]" (6:41)
3. "The Marauders" (4:14)
4. "We Are Broken" (4:03)
5. "Start of the Breakdown [Live in Oxford]" (5:53)